# Нонна
Но́нна — латинське жіноче ім'я, що означає «дев'ята» (лат. nona). Найбільшого поширення ім'я Нонна набуло у країнах колишнього СРСР та Італії.
Є чоловіча форма імені Нонна, яскравим носієм цього імені є Нонн Панополітанський (грец. Νόννος ο Πανοπολίτης) — давньогрецький поет післякласичного періоду. Також інколи використовується варіант Нона, зокрема такий варіант імені носила радянська шахістка Нона Гапріндашвілі.

## Відомі носії
- Копержинська Нонна Кронідівна (1920—1999) — українська акторка театру і кіно. Народна артистка УРСР (1967).
- Мордюкова Нонна Вікторівна (1925—2008) — радянська акторка.
- Гришаєва Нонна Валентинівна (нар. 1971) — російська акторка театру і кіно.
- Жулева Нонна В'ячеславівна (нар. 1964) — радянська і українська акторка, співачка в Сумському театрі драми і комедії
- Суржина Нонна Андріївна (нар. 1937) — радянська і українська оперна співачка (мецо-сопрано). Заслужена артистка Української РСР (1968).
- Кисельова Нонна Миколаївна (нар. 1939) — радянська і українська художниця декоративної кераміки.
- Нонна Ауска (1923—2013) — чеська письменниця українського походження, лікарка, свідок Голодомору.
- Терентьєва Нонна Миколаївна (1942—1996) — радянська і російська акторка театру і кіно.
- Петросян Нонна Іванівна (1937—1993) — радянська та вірменська акторка. Народна артистка Вірменської РСР.
- Копистянська Нонна Хомівна (1924—2013) — радянська і українська літературознавиця, філологиня, історик.
- Фіалко Нонна Григорівна (нар. 1925) — радянська і українська акторка, заслужена артистка УРСР (1966).
- Шляхова Нонна Михайлівна (нар. 1933) — радянська і українська літературознавиця. Доктор філологічних наук (1986), професор (1989);
- Капельгородська Нонна Михайлівна (1932—2005) — радянський і український кінокритик, кінознавець.
- Гватуа Нонна Акакіївна (1928—1988) — радянський лікар-кардіолог. Заслужений діяч наук УРСР.
- Муравйова Нонна Олександрівна (1906—2022) — радянська державна і профспілкова діячка, міністр соціального забезпечення РРФСР
- Гурська Нонна Василівна (1932 — 2012, Житомир) — радянська і українська акторка.